# Шабайлль, Франсуа Адриан Поликарп
Франсуа́ Адриа́н Поликарп Шаба́йлль (фр. François Adrien Polycarpe Chabaille; 1796  — 1860 ) — французский эрудит и библиограф. Известен, главным образом, учёными изданиями открытого им произведения летописца Фруассара «Le temple d’honneur» и средневекового романа о Лисе «Le roman du Renard», с вариантами, пояснениями и прибавлениями.
Поначалу был наборщиком и корректором. После публикаций Фруассара и «Романа о Лисе» (1835), в следующем 1836 году, в сотрудничестве с Десаллем (Léon Dessalles), им впервые опубликована средневековая мистерия «Le mystère de St. Créspin et de St. Créspinien» (1836, скан).
В дополнение к судебнику («Livre de justice»), изданному историком Рапетти (Louis Nicolas Rapetti) в «Собрании материалов по истории Франции», Шабайлль напечатал подробный к нему глоссарий (1850, скан).
В 1859 году в сотрудничестве с Гессаром издал «Gaufrey, chanson de geste».
Ему принадлежат также многочисленные статьи по археологии и библиографии в «Bulletin de la société d’histoire de France», «Journal des savants», «Bibliophile» и «Revue française».